# 新ゴーマニズム宣言スペシャル・台湾論

『新ゴーマニズム宣言スペシャル・台湾論』（しんゴーマニズムせんげんスペシャル たいわんろん）は、小林よしのりによる日本の漫画作品。2000年（平成12年）10月6日刊行。2001年（平成13年）2月7日には台湾の出版社、前衛出版より『台灣論・新傲骨精神』というタイトルで中国語版が翻訳出版された（このときのペンネームは「小林善紀（シャウリン・サンジー）」）。2008年（平成20年）11月7日には加筆修正をほどこし、文庫化された。

## 内容
日本の台湾統治を高く評価しつつ、戦後日本に代わって台湾統治者となった蔣介石や国民党の圧政を中心に描いている。

## 中国語版の反響
台湾独立・日本統治時代肯定・国民党批判という内容であったため、中国語版は出版当初から台湾内でも物議をかもした。読者人口が日本の7分の1ほどといわれる台湾において、13万部を超えるベストセラーになる一方で、外省人を中心とした不買運動や抗議活動・焚書なども起こった。
なお、上記の内容からか、中国語版発行の後、来日した中国高官が日本の国会議員に対して「なぜ『台湾論』を発禁処分にしないのか」と神経を尖らせている姿勢を見せた。

### 台湾内での評価と批判
日本統治時代の体験を持つ本省人を主とした年配者層には好意的に受け止められ、司馬遼太郎『台湾紀行』に老台北として登場する蔡焜燦からは「あの『台湾紀行』の再来」とまで高く評価される。反面、外省人からは強く批判され、小林と食事を同席した人々への糾弾が行われた。糾弾された一人、羅福全は小林を批判し謝罪するも、立法院（日本の国会にあたる）において中華民国国歌を少々歌い間違え、日本の軍歌を歌ってみろと激しく追及され、「私が日本の教育を受けたことが原罪なのですか!」と反駁し、「金門島にあった軍中楽園は無視するのか。軍中楽園の女性こそ、脅迫されて金門、馬祖に送られた」と、戦後の国民党政権下に存在した売春制度を引き合いに出して反論。事態は日本の慰安婦支援団体が台湾入りするなど加熱の一途をたどり、焚書騒動、2001年（平成13年）には小林の台湾入国禁止処分にまで及んだ。

### 小林の入境禁止処分を巡る騒動・後禁止解除
こうした中、台湾内政部は2001年（平成13年）3月2日、「わが国の利益、公共の安全、公共の秩序、あるいは善良な風俗に危害を及ぼす恐れのある者」であるとして、小林の台湾への入境禁止（いわゆる入国禁止）を決定した。外省人は8割を牛耳るマスコミで『台湾論』バッシングを行い、さらに許文龍の会社に卵を投げつけ、婦人団体や立法委員会の馮滬祥らが日の丸を破り、『台湾論』の不買運動と焚書を行った。しかしこの後、台湾国内で民主化に逆行するという批判が高まり、当時の中華民国総統・陳水扁、総統府国策顧問・金美齢らの抗議声明にまで発展した。また、金は積極的にテレビ討論に出席し、反台湾論論者と討論を行なう。その中で批判論者の多くがしっかりと読まず、慰安婦問題など一部だけ切り取ったように読んでいた事を指摘し、騒動は下火となる。
入境禁止処分は3月23日に解除された。その後、小林は台湾独立派から「もう一度描けば、あなたは台湾の歴史に残る!」と言われたが、外国である台湾の行く末を左右するに至るのは危険と判断し、現在のところ続編には至っていない。
このエピソードは新・ゴーマニズム宣言9巻に載っている。

## 関連書籍
- 小林よしのり 『新・ゴーマニズム宣言SPECIAL 台湾論』（当該書） ISBN 409389051X
- 謝雅梅 『台湾論と日本論-日本に来たら見えてきた「台湾と日本」のこと』（取材同行記と対談を含むエッセイ集） ISBN 4893467069
- 東アジア文史哲ネットワーク編 『“小林よしのり「台湾論」”を超えて-台湾への新しい視座』（33名の日・台・中の研究者による批判書） ISBN 4878933895
- 小林よしのり&金美齢 『入国拒否-『台湾論』はなぜ焼かれたか』（著者らによる分析） ISBN 4344000951
- 蔡焜燦 『台湾人と日本精神（リップンチェンシン）-日本人よ胸を張りなさい』（第6章で『台湾論』出版の影響と批判の背景が述べられている）（文庫・加筆版） ISBN 978-4094024166
- 許國雄 『台湾と日本がアジアを救う-光は東方より』（『台湾論』には本書の著者の主張を参考としている箇所が方々にある） ISBN 4944219199

## 関連

### 人物
- 李登輝
- 陳水扁
- 金美齢
- 謝雅梅
- 許文龍
- 蔡焜燦
- 黄昭堂
- 何既明
- 彭榮次
- 黄文雄
- 伊藤潔
- 林建良
- 許國雄
- 鄭春河
- 若林正丈
- 西尾幹二
- 蔣介石
- 蔣経国
- 日本語世代
- 児玉源太郎
- 後藤新平
- 明石元二郎
- 河野洋平
- 八田与一

### その他
- 保安駅
- 奇美博物館